# 许博
许博（1985年5月18日—），是一名中国足球运动员，现效力中国足球超级联赛球队广州富力，司职中场或后卫。

## 俱乐部生涯
许博自幼加入家乡球队沈阳金德青训体系，并在2003年底被提升到一线队。 9月11日，他在中超联赛第九轮沈阳金德客场0比1不敌重庆力帆的比赛中首发出场，第一次亮相职业联赛。 之后他还得到一些替补出场机会，在职业生涯的处子赛季出场6次。2005年4月9日联赛第二轮对阵四川冠城的比赛中，许博接替受伤下场的队长汪强担任球队队长，创造了中超联赛最年轻队长记录。 而一周后的4月17日，他在沈阳金德客场1比2不敌上海国际的比赛中射进自己中超联赛的首个进球。
2005赛季开始，许博一直是球队不可替代的主力，2007年他随沈阳金德南迁长沙，2010赛季后长沙金德联赛排名垫底降级，球队被转卖到深圳成立深圳凤凰足球俱乐部参加2011赛季中甲联赛，队中大批球员离队，虽然许博一度和中超球队深圳红钻有联系，但最终还是留守球队。 赛季中，深圳凤凰又被转卖到广州成立广州富力足球俱乐部，许博在2011赛季出场25次，全部首发，仅在主场对阵北京八喜的比赛因累计黄牌停赛没有出场，最终帮助广州富力以联赛亚军的成绩重返中超。

## 国家队生涯
2012年5月23日，许博首次入选中国国家队的集训名单，以备战6月初和西班牙以及越南的国际友谊赛。 但他在国家队集训中受伤，最终并没有获得出场机会。 2013年1月30日，他在中国和阿曼国家足球队的国际友谊赛第57分钟替补赵鹏出场，完成国字号球队的首秀。